# Centro Comercial Gran Vía de Vigo
Gran Vía de Vigo es un centro comercial situado en la ciudad de Vigo, en Galicia (España), que se inauguró el 1 de junio de 2006. Está estratégicamente situado en Finca do Conde, en una de las calles transversales de la Gran Vía de Vigo, muy cerca de la plaza de América y de la plaza de España. Actualmente el centro está gestionado por el fondo de inversiones Lar España Real Estate desde el mes de julio del año 2016.

## Características
Este centro comercial dispone de una superficie total de 41 000 m² construidos, de los que 41 246 m² están dedicados a superficie comercial. Cuenta con más de 100 establecimientos, incluyendo tiendas de moda, hogar, alimentación, salas de cine, así como locales de ocio y restauración.
Todos estos establecimientos se distribuyen en tres plantas; también cuenta con más de 1 700 plazas de aparcamiento que se sitúan en otros tres niveles subterráneos y al aire libre en la cubierta. Estas dimensiones hacen que actualmente el Centro Comercial Gran Vía de Vigo sea el segundo mayor centro comercial de la Provincia de Pontevedra, solo superado en superficie bruta alquilable por el Centro Comercial Vialia, también situado en la ciudad de Vigo.
El concepto arquitectónico del centro comercial está basado en su respeto con el entorno intentando minimizar el impacto visual, su conexión peatonal con la Gran Vía y su carácter urbano. Está plagado de motivos marinos que culminan en la cubierta, una zona ajardinada de descanso en la que interactúan siete fuentes interconectadas entre sí.
Los arquitectos del proyecto fueron Horacio Domínguez y José A. Comesaña. La Asociación Española de Dirección Integrada de Proyecto (AEDIP) premió como Mejor Proyecto de 2007 al Centro Comercial Gran Vía de Vigo.

## Establecimientos

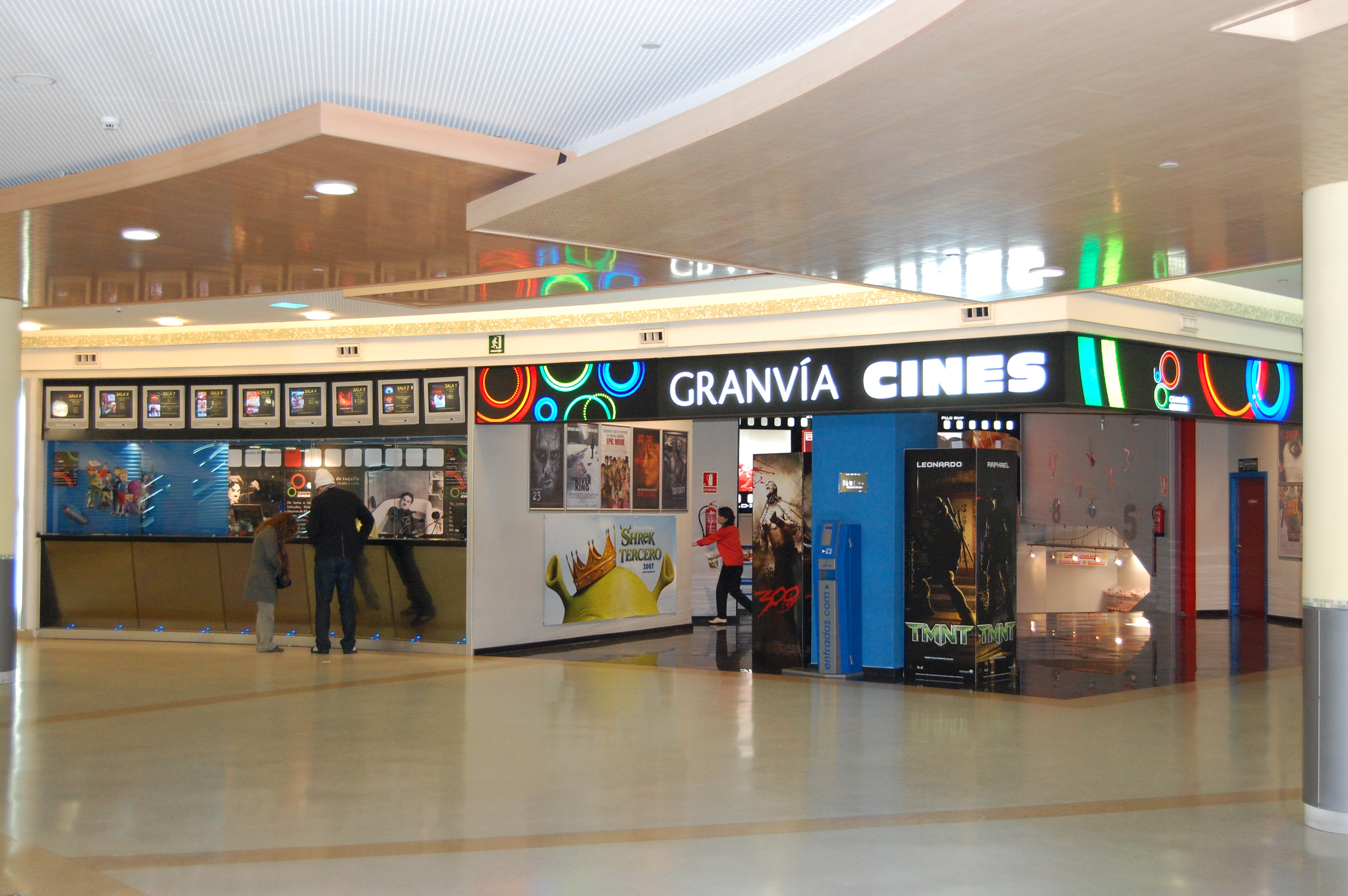
Salas de cine

### Animales y mascotas
- Kiwoko

### Decoración
- Zara Home

### Deportes
- Sprinter

### Hipermercados
- Carrefour

### Hostelería
- Brasa y Leña[8]
- Corner Hut
- Foster's Hollywood
- Ginos[9]
- McDonald's
- Papo's
- Pizza Móvil
- Smöoy
- Vips[10]

### Moda y complementos
- Bershka
- Bijou Brigitte
- Bimba y Lola
- Claire's
- C&A
- Dayaday
- Deichmann
- Geox
- H&M
- Intimissimi
- Jack & Jones
- Lefties
- Massimo Dutti
- New Yorker
- Oysho
- Pepe Jeans
- Pull and Bear
- Sfera
- Shana
- Sport Zone
- Springfield
- Stradivarius
- Tous
- Women'secret
- Yves Rocher
- Zara

### Ocio
- Gran Vía Cines
- Urban Planet